# The Umbrella Academy (serial telewizyjny)
The Umbrella Academy – amerykański serial superbohaterski z 2019 roku. Adaptacja serii komiksów o tym samym tytule, stworzonej przez Gerarda Waya i Gabriela Bá. Serial został wyprodukowany przez Borderline Entertainment, Dark Horse Entertainment i Universal Cable Productions.
W głównych bohaterów wcielili się Elliot Page, Tom Hopper, David Castañeda, Emmy Raver-Lampman, Robert Sheehan, Aidan Gallagher, Cameron Britton i Mary J.Blige. Początkowo Universal Pictures rozwijało The Umbrella Academy jako film, jednak w lipcu 2017 projekt został przejęty przez Netflix.
Premiera pierwszego sezonu odbyła się 15 lutego 2019. Otrzymał pozytywne recenzje, w których często chwalono obsadę i efekty specjalne, krytykowano zaś ton i tempo akcji. W kwietniu 2020 potwierdzono powstanie drugiej serii, która premierę miała 31 lipca 2020. W listopadzie 2020 potwierdzono powstanie trzeciej serii, która premierę miała 22 czerwca 2022, natomiast w sierpniu 2022 potwierdzono zamówienie czwartego sezonu, będącego ostatnim, który zadebiutował 8 sierpnia 2024.

## Fabuła
1 października 1989 roku 43 kobiety na całym świecie zaczynają rodzić, mimo iż żadna z nich nie była wcześniej w ciąży. Siedmioro dzieci zostaje adoptowane przez ekscentrycznego miliardera – sir Reginalda Hargreevesa, który wykorzystuje szóstkę z nich do stworzenia zespołu superbohaterów o nazwie The Umbrella Academy. Podczas gdy jej rodzeństwo walczy z przestępczością, Numer Siedem zmuszona jest prowadzić normalne życie.
Trzydzieści lat później rodzina spotyka się z okazji pogrzebu sir Reginalda. Tymczasem Numer Pięć powraca z podróży w przyszłość, w którą wyruszył mimo ostrzeżeń ojca będąc dzieckiem, informując o zbliżającej się apokalipsie. Rodzeństwo nie ma więc wyboru i musi zjednoczyć swoje siły, rozwiązują przy tym dawne spory, aby nie dopuścić do końca świata.

## Obsada
- Elliot Page jako Viktor Hargreeves/Numer Siedem/The White Violin
- Tom Hopper jako Luther Hargreeves/Numer Jeden/Spaceboy
- David Castañeda jako Diego Hargreeves/Numer Dwa/The Kraken
- Emmy Raver-Lampman jako Allison Hargreeves/Numer Trzy/The Rumor
- Robert Sheehan jako Klaus Hargreeves/Numer Cztery/The Séance
- Aidan Gallagher jako Numer Pięć/The Boy
- Mary J. Blige jako Cha-Cha (sezon 1)
- Cameron Britton jako Hazel (sezon 1, sezony 2 i 4 - rola gościnna)
- John Magaro jako Leonard Peabody/Harold Jenkins (sezon 1)
- Adam Godley jako Pogo (sezony 1-3, sezon 4 - rola gościnna)
- Colm Feore sir Reginald Hargreeves/The Monocle
- Justin H. Min jako Ben Hargreeves/Numer Sześć/The Horror (sezon 2, sezon 1 - rola drugoplanowa) oraz Ben Hargreeves/Numer Dwa (sezony 2-4)
- Ritu Arya jako Lila Pitts (sezony 2-4)
- Yusuf Gatewood jako Raymond Chestnut (sezon 2, sezon 3 - rola drugoplanowa)
- Marin Ireland jako Sissy Cooper (sezon 2, sezon 3 - rola gościnna)
- Kate Walsh jako Kierowniczka (sezon 2, sezon 1 - rola drugoplanowa, sezony 3-4 - rola gościnna)[5]
- Genesis Rodriguez jako Sloane Hargreeves/Numer Pięć (sezon 3)
- Britne Oldford jako Fei Hargreeves/Numer Trzy (sezon 3)

## Lista odcinków
| Seria | Seria | Odcinki | Odcinki |                 |
| Seria | Seria | Odcinki | Odcinki | Premiera        |
| ----- | ----- | ------- | ------- | --------------- |
|       | 1     | 10      | 10      | 15 lutego 2019  |
|       | 2     | 10      | 10      | 31 lipca 2020   |
|       | 3     | 10      | 10      | 22 czerwca 2022 |
|       | 4     | 6       | 6       | 8 sierpnia 2024 |

### Sezon 1 (2019)
| Nr | #  | Tytuł                                           | Tytuł polski                                | Reżyseria        | Scenariusz                             | Premiera       |
| --- | -- | ----------------------------------------------- | ------------------------------------------- | ---------------- | -------------------------------------- | -------------- |
| 1 | 1  | We Only See Each Other at Weddings and Funerals | Widujemy się tylko na weselach i pogrzebach | Peter Hoar       | Jeremy Slater                          | 15 lutego 2019 |
| 1 października 1989 roku 43 kobiety na całym świecie zaczynają rodzić, mimo iż żadna z nich nie była wcześniej w ciąży. Siedmioro dzieci zostaje adoptowane przez ekscentrycznego miliardera – sir Reginalda Hargreevesa, który wykorzystuje szóstkę z nich do stworzenia zespołu superbohaterów o nazwie The Umbrella Academy. Podczas gdy jej rodzeństwo walczy z przestępczością, Numer Siedem zmuszona jest prowadzić normalne życie. Trzydzieści lat później rodzina spotyka się z okazji pogrzebu sir Reginalda. Luther podejrzewa, że Hargreeves został zamordowany, ponieważ nie znaleziono przy nim monokla, który zawsze nosił. Numer Pięć, który zniknął szesnaście lat wcześniej, wraca, twierdząc, że przybył z przyszłości i że, choć wygląda jak dziecko, w rzeczywistości ma pięćdziesiąt osiem lat. Diego i Luther wdają się w bójkę i niszczą pomnik ich zmarłego brata – Bena. Numer Pięć odwiedza sklep z pączkami i zostaje atakowany przez grupkę uzbrojonych ludzi. Po ich zabiciu usuwa, umieszczone w ramieniu, urządzenie śledzące i rzuca je na chodnik. |    |                                                 |                                             |                  |                                        |                |
| 2 | 2  | Run Boy Run                                     | Biegnij, chłopcze, biegnij                  | Andrew Bernstein | Steve Blackman                         | 15 lutego 2019 |
| Numer Pięć odwiedza Vanyę w jej mieszkaniu i informuje ją, że świat skończy się za osiem dni. Cha-Cha i Hazel, szukający Numeru Pięć zabójcy, meldują się w motelu i zaczynają śledzić swój cel. Luther dowiaduje się, że w momencie śmierci ojca Diego brał udział w walce bokserskiej, co wyklucza go z kręgu podejrzanych o przyczynienie się do śmierci Hargreevesa. Vanya zaczyna udzielać Leonardowi lekcji gry na skrzypcach. Klaus i Numer Pięć próbują znaleźć informacje na temat pochodzenia protezy oka, której właściciel ma wywołać apokalipsę. Bracia dowiadują się, że proteza jeszcze nie powstała. Numer Pięć odwiedza dom towarowy aby zobaczyć miłość swojego życia – manekina Delores. Zostaje zaatakowany przez Cha-Chę i Hazela. Była partnerka Diego, detektyw Eudora Patch, bada sprawę strzelaniny w sklepie z pączkami. Allison ogląda stare filmy z dzieciństwa i odkrywa taśmę, na której ich przybrana matka – android Grace, serwuje sir Reginaldowi zatrutą herbatę. |    |                                                 |                                             |                  |                                        |                |
| 3 | 3  | Extra Ordinary                                  | Zwykła niezwykła                            | Andrew Bernstein | Ben Nedivi i Matt Wolpert              | 15 lutego 2019 |
| Allison i Luther pytają matkę o nagranie. Grace twierdzi, że nie pamięta co robiła w czasie śmierci swojego twórcy. Vanya zaprzyjaźnia się z Leonardem. Numer Pięć rozpoczyna obserwację firmy produkującej protezy. Agnes, kelnerka pracująca w sklepu z pączkami, opisuje Cha-Chy i Hazelowi, przedstawiający parasol, tatuaż Numeru Pięć. Luther i Allison pokazują nagranie reszcie rodzeństwa. Diego wyjawia, że po pogrzebie zabrał Grace monokl i wyrzucił go do rzeki. Cha-Cha i Hazel włamują się do domu Hargreevesów i porywają Klausa. Diego wyłącza Grace, która nie zwraca uwagi na toczącą się obok walką i wykazuje szereg innych awarii. |    |                                                 |                                             |                  |                                        |                |
| 4 | 4  | Man on the Moon                                 | Człowiek na księżycu                        | Ellen Kuras      | Lauren Schmidt Hissrich                | 15 lutego 2019 |
| Siedem lat wcześniej sir Reginald wysyła Luthera na misję, podczas które Numer Jeden zostaje ciężko ranny. Aby uratować mu życie Hargreeves wstrzykuje mu serum, które zmienia jego ciało w ciało małpy. W 2019 roku Allison i Luther znajdują dezaktywowaną Grace i uznają, że została wyłączona przez włamywaczy. Leonard i Vanya umawiają się na obiad. Cha-Cha i Hazel torturują Klausa, starając się uzyskać informacje o Numerze Pięć. Mężczyzna trzeźwieje i zaczyna widzieć duchy ofiar swoich oprawców. Numer Pięć grozi pracownikowi Meritech, aby dowiedzieć się więcej o protezie. Cha-Cha i Hazel podpalają laboratorium, by Numer Pięć nie mógł zdobyć oka. Luther i Diego znajdują pijanego Numer Pięć. Patch trafia do motelu i uwalnia Klausa, zostaje zastrzelona przez Cha-Chę. Klaus kradnie teczkę Hazela i ucieka przez otwór wentylacyjny. Gdy otwiera aktówkę cofa się do czasów wojny w Wietnamie. |    |                                                 |                                             |                  |                                        |                |
| 5 | 5  | Number Five                                     | Numer Pięć                                  | Ellen Kuras      | Bob DeLaurentis                        | 15 lutego 2019 |
| W ukazującej apokaliptyczną przyszłość retrospekcji Numer Pięć zostaje zatrudniony przez organizację nazywaną Komisją. Pracuje dla niej, zabijając ludzi odpowiedzialnych za zmienianie biegu wydarzeń, aż udaje mu się wrócić do współczesności. Allison uważa, że Leonard zachowuje się dziwnie i mówi o tym Vanyi, która, pod wpływem Peabody'ego, przestaje brać leki. Kiedy bierze udział w przesłuchaniu do roli pierwszych skrzypiec w swojej orkiestrze ujawniają się jej dotychczas tłumione moce. Po powrocie z podróży w czasie Klaus niszczy teczkę. Luther i Numer Pięć oszukują Cha-Chę i Hazela, którzy w zamian za oddanie aktówki, organizują spotkanie ze swoją szefową. Handler oferuje Numerowi Pięć ponowne zatrudnienie, w zamian za ocalenie jego rodziny. Vanya wygrywa casting i mówi o tym Leonardowi. Pogo reaktywuje Grace. |    |                                                 |                                             |                  |                                        |                |
| 6 | 6  | The Day That Wasn't                             | Dzień, którego nie było                     | Stephen Surjik   | Sneha Koorse                           | 15 lutego 2019 |
| Podczas wojny w Wietnamie Klaus zakochuje się w amerykańskim żołnierzu – Davie, który ginie podczas jednej z walk. W teraźniejszości Handler zabiera Numer Pięć do siedziby Komisji. Cha-Cha otrzymuje rozkaz zabicia Hazela. Luther informuje resztę The Umbrella Academy o nadchodzącej apokalipsie, nie przekonuje jednak grupy do podjęcia próby zapobiegnięcia zagładzie. Przy pomocy nowoodkrytych zdolności Vanya nieświadomie powoduje ulewę i łamie kilka latarni ulicznych. Klaus chce przed śmiercią zobaczyć Dave'a. Jako że, by rozmawiać ze zmarłymi, musi być trzeźwy, prosi Diego, by go związał. Luther czuje się zdradzony, gdy odkrywa, że sir Reginald wysłał go na księżyc bez ważnego powodu. Diego odkrywa, że Grace została reaktywowana. Luther i Allison wyznają sobie miłość, a Numer Pięć przechwytuje rozkaz ochrony człowieka o imieniu Harold Jenkins. Zabiera go i, zamiast niego, wysyła do Cha-Chy i Hazela polecenia zabicia swojego współpracownika. Vanya znajduje w domu Leonarda notatnik swojego ojca i dowiaduje się, że Hergreeves wiedział o jej mocach i celowo je tłumił. Numer Pięć kradnie jedną z teczek i ucieka Komisji. Przybywa do czasu z początku odcinka i zbiera rodzeństwo, by powstrzymać apokalipsę. |    |                                                 |                                             |                  |                                        |                |
| 7 | 7  | The Day That Was                                | Dzień, który był                            | Stephen Surjik   | Ben Nedivi i Matt Wolpert              | 15 lutego 2019 |
| W 1989 roku matka Harolda Jenkinsa umiera podczas porodu. Chłopiec jest zwyczajnym dzieckiem, wierzy jednak, że podobnie jak członkowie The Umbrella Academy, posiada niezwykłe zdolności. Morduje swojego, znęcającego się nad nim, ojca i zostaje skazany na dwanaście lat więzienia. W teraźniejszości Numer Pięć wyjaśnia rodzeństwu, że muszą zlokalizować Harolda i powstrzymać go przed wywołaniem apokalipsy. Diego dowiaduje się, że jest głównym podejrzanym w sprawie śmierci detektyw Patch, a Allison odkrywa, że Leonard w rzeczywistości jest Haroldem Jenkinsem. Diego, Allison i Numer Pięć włamują się do domu Peabody'ego i odkrywają zniszczoną kolekcję rzeczy związanych z The Umbrella Academy. Luther odkrywa, że Hargreeves wysłał go na księżyc bez ważnego powodu i przeżywa kryzys psychiczny. Idzie na imprezę, z której usiłuje wyprowadzić go Klaus. Numer Cztery mdleje i widzi sir Reginalda, który stwierdza, że jego syn nie wykorzystuje pełni swoich możliwości. Hazel otrzymuje rozkazy zabicia Cha-Chy, postanawia jednak jedynie ją obezwładnić. Leonard i Vanya zostają zaatakowani przez trójkę bandytów. Kiedy zaczynają bić Leonarda, Vanya przypadkowo zabija dwóch z nich. Peabody traci prawe oko.               |    |                                                 |                                             |                  |                                        |                |
| 8 | 8  | I Heard a Rumor                                 | Słyszałam plotkę                            | Jeremy Webb      | Lauren Schmidt Hissrich i Sneha Koorse | 15 lutego 2019 |
| Allison szuka Vanyi i, udając, że przeprowadza research do swojej kolejnej roli, dołącza do policjanta badającego sprawę napadu. Przepytują jednego z napastników, który twierdzi, że Peabody zapłacił im za atak. Hazel ucieka z Agnes, a Cha-Cha podąża za nimi, planując ich zabić. Leonard i Vanya ćwiczą jej moce, które stają się coraz silniejsze. Allison znajduje Vanyę i wyznaje, że sir Reginald poprosił ją, by wykorzystała swoje moce do przekonania Vanyi o jej zwyczajności. Numer Siedem przypadkowo używa mocy i przecina jej gardło. Vanya ucieka z Leonardem, a ranna Allison zostaje znaleziona przez resztę rodzeństwa. |    |                                                 |                                             |                  |                                        |                |
| 9 | 9  | Changes                                         | Zmiany                                      | Jeremy Webb      | Bob DeLaurentis i Eric W. Phillips     | 15 lutego 2019 |
| W retrospekcji młoda Vanya zabija wszystkie swoje nianie, w związku z czym sir Reginald decyduje się zbudować Grace. W teraźniejszości Allison zostaje uratowana przez swoich braci, w związku z obrażeniami nie jest jednak w stanie mówić. Vanya znajduje u Leonarda pamiętnik Hargreevesa i morduje go za pomocą swojej mocy. Jego ciało zostaje znalezione przez członków The Umbrella Academy, Numer Pięć porównuje protezę oka z raną Harolda. Hazel przyjeżdża do domu Hargreevesów chcąc pomóc w powstrzymaniu apokalipsy, Numer Pięć informuje go jednak, że Jenkins już nie żyje. Hazel informuje go, że za śmierć Patch odpowiada Cha-Cha i zostawia mu jej broń, by Diego mógł oczyścić się z zarzutów. Kiedy wraca do hotelu, odkrywa, że Cha-Cha związała Agnes. Zaczynają walczyć, bójkę przerywa Kierowniczka. Allison informuje rodzeństwo o mocach Vanyi. Gdy Numer Siedem wraca do domu, Luther obezwładnia ją i zamyka w izolatce. Moce Vanyi przejmują nad nią kontrolę. |    |                                                 |                                             |                  |                                        |                |
| 10 | 10 | The White Violin                                | Białe skrzypce                              | Peter Hoar       | Steve Blackman                         | 15 lutego 2019 |
| Vanya niszczy posiadłość i zabija Pogo. Reszta rodzeństwa ucieka przed siostrą i przegrupowuje siły w kręgielni. Numer Siedem przygotowuje się do koncertu. Hazel i Cha-Cha otrzymują rozkaz chronienia jej, Hazel postanawia jednak zdradzić Komisję – obezwładnia Cha-Chę i morduje Handler, po czym uwalnia Agnes. Podczas koncertu The Umbrella Academy usiłuje uspokoić Numer Siedem, teatr zostaje jednak zaatakowany przez Komisję. Allison obezwładnia Vanyę, której moc zostaje przekierowana w kosmos i niszczy księżyc. Fragmenty satelity zaczynają spadać na ziemię. Hazel i Agnes używają teczki a Numer Pięć wykorzystuje swoje zdolności do przeniesienia siebie i rodzeństwa w przeszłość. |    |                                                 |                                             |                  |                                        |                |

### Sezon 2 (2020)
| Nr | #  | Tytuł                       | Tytuł polski        | Reżyseria       | Scenariusz                      | Premiera      |
| -- | -- | --------------------------- | ------------------- | --------------- | ------------------------------- | ------------- |
| 11 | 1  | Right Back Where We Started | Powrót do początków | Sylvain White   | Steve Blackman                  | 31 lipca 2020 |
| 12 | 2  | The Frankel Footage         | Film Frankelów      | Stephen Surjik  | Mark Goffman                    | 31 lipca 2020 |
| 13 | 3  | The Swedish Job             | Szwedzka robota     | Stephen Surjik  | Jesse McKeown                   | 31 lipca 2020 |
| 14 | 4  | The Majestic 12             | Majestic 12         | Tom Verica      | Bronwyn Garrity                 | 31 lipca 2020 |
| 15 | 5  | Valhalla                    | Valhalla            | Tom Verica      | Robert Askins                   | 31 lipca 2020 |
| 16 | 6  | A Light Supper              | Kolacja             | Ellen Kuras     | Aeryn Michelle Williams         | 31 lipca 2020 |
| 17 | 7  | Öga for Öga                 | Öga Foröga          | Ellen Kuras     | Nikki Schiefelbein              | 31 lipca 2020 |
| 18 | 8  | The Seven Stages            | Siedem etapów       | Amanda Marsalis | Mark Goffman i Jesse McKeown    | 31 lipca 2020 |
| 19 | 9  | 743                         | 743                 | Amanda Marsalis | Bronwyn Garrity i Robert Askins | 31 lipca 2020 |
| 20 | 10 | The End of Something        | Coś się kończy      | Jeremy Webb     | Steve Blackman                  | 31 lipca 2020 |

### Sezon 3 (2022)
| Nr | #  | Tytuł                           | Tytuł polski                         | Reżyseria     | Scenariusz                              | Premiera        |
| -- | -- | ------------------------------- | ------------------------------------ | ------------- | --------------------------------------- | --------------- |
| 21 | 1  | Meet The Family                 | Poznajcie rodzinę                    | Jeremy Webb   | Steve Blackman i Michelle Lovretta      | 22 czerwca 2022 |
| 22 | 2  | World's Biggest Ball of Twine   | Największy kłębek sznurka na świecie | Cheryl Dunye  | Jesse McKeown                           | 22 czerwca 2022 |
| 23 | 3  | Pocket Full of Lightning        | Błyskawiczny hotel                   | Cheryl Dunye  | Robert Askins                           | 22 czerwca 2022 |
| 24 | 4  | Kugelblitz                      | Kugelblitz                           | Sylvain White | Aeryn Michelle Williams                 | 22 czerwca 2022 |
| 25 | 5  | Kindest Cut                     | Najmniejsza ofiara                   | Sylvain White | Elizabeth Padden                        | 22 czerwca 2022 |
| 26 | 6  | Marigold                        | Marigold                             | Jeff F. King  | Lauren Otero                            | 22 czerwca 2022 |
| 27 | 7  | Auf Wiedersehen                 | Auf Wiedersehen                      | Kate Woods    | Michelle Lovretta                       | 22 czerwca 2022 |
| 28 | 8  | Wedding at the End of the World | Ślub na krańcu świata                | Paco Cabezas  | Jesse McKeown i Aeryn Michelle Williams | 22 czerwca 2022 |
| 29 | 9  | Seven Bells                     | Siedem dzwonów                       | Paco Cabezas  | Robert Askins                           | 22 czerwca 2022 |
| 30 | 10 | Oblivion                        | Nicość                               | Jeff F. King  | Steve Blackman i Robert Askins          | 22 czerwca 2022 |

### Sezon 4 (2024)
| Nr | # | Tytuł                                           | Tytuł polski                                          | Reżyseria    | Scenariusz                                                   | Premiera        |
| -- | - | ----------------------------------------------- | ----------------------------------------------------- | ------------ | ------------------------------------------------------------ | --------------- |
| 31 | 1 | The Unbearable Tragedy of Getting What You Want | Nieznośna tragedia dostawania tego, czego się pragnie | Jeremy Webb  | Steve Blackman i Jesse McKeown                               | 8 sierpnia 2024 |
| 32 | 2 | Jean and Gene                                   | Jean i Gene                                           | Jeremy Webb  | Molly Nussbaum, Robert Askins i Jesse McKeown                | 8 sierpnia 2024 |
| 33 | 3 | The Squid and The Girl                          | Dziewczyna i kałamarnica                              | Paco Cabezas | Aeryn Michelle Williams i Elizabeth Padden                   | 8 sierpnia 2024 |
| 34 | 4 | The Cleanse                                     | Czystka                                               | Paco Cabezas | Lauren Otero i Thomas Page McBee                             | 8 sierpnia 2024 |
| 35 | 5 | Six Years, Five Months, and Two Days            | Sześć lat, pięć miesięcy i dwa dni                    | Neville Kidd | Robert Askins, Christopher High, Jesse McKeown i Andrew Raab | 8 sierpnia 2024 |
| 36 | 6 | End of the Beginning                            | Koniec Początku                                       | Paco Cabezas | Jesse McKeown                                                | 8 sierpnia 2024 |

## Produkcja
Początkowo projekt rozwijany był, jako film, przez Universal Studios. Do napisania scenariusza zatrudniony został Mark Bomback, w 2010 roku zastąpił go podobno Rawson Marshall Thurber.
7 lipca 2015 ogłoszono, że The Umbrella Academy nie będzie filmem a serialem telewizyjnym. 11 lipca 2017 poinformowano, że adaptację serii przygotowuje Netflix. Scenariusz pierwszego odcinka napisał Jeremy Slater, showrunnerem produkcji został Steve Blackman.  Twórcy oryginału – Gerard Way i Gabriel Bá zostali producentami wykonawczymi serialu. Premiera pierwszego sezonu odbyła się 15 lutego 2019. 2 kwietnia 2019 potwierdzono powstanie drugiej serii.
Zdjęcia rozpoczęły się 15 stycznia 2018, w Toronto, a zakończyły 18 lipca 2018. Dodatkowe zdjęcia odbyły się w Hamilton.

## Odbiór

### Krytyka w mediach
W serwisie Rotten Tomatoes serialowi przyznano 86% na podstawie 94 recenzji, przy średniej ocenie 7,7. Na portalu Metacritic dostał 64 punkty na 100 możliwych, w oparciu o 53 oceny.
| Sezon | Rotten Tomatoes   | Metacritic       |
| ----- | ----------------- | ---------------- |
| 1     | 77% (94 recenzji) | 61 (22 recenzje) |
| 2     | 91% (89 recenzji) | 67 (12 recenzji) |
| 3     | 91% (58 recenzji) | 74 (10 recenzji) |